# Liste des conseillers régionaux de Franche-Comté
Cette page dresse la liste des élus du conseil régional de Franche-Comté.

## Liste des conseillers régionaux de la mandature 2010 - 2015
|                                  | Identité                    | Étiquette | Groupe                                                             | Autres mandats                                  |
| -------------------------------- | --------------------------- | --------- | ------------------------------------------------------------------ | ----------------------------------------------- |
|                                  | Marie-Guite Dufay           | PS        | Socialiste - Républicain - Gauche Solidaire                        | Présidente du conseil régional                  |
|                                  |                             |           |                                                                    |                                                 |
|                                  | Denis Sommer                | PS        | Socialiste - Républicain - Gauche Solidaire                        | 1er vice-président du conseil régional          |
|                                  | Martine Péquignot           | PS        | Socialiste - Républicain - Gauche Solidaire                        | 2e vice-présidente du conseil régional          |
|                                  | Alain Fousseret             | EÉLV      | Europe Écologie Les Verts                                          | 3e vice-président du conseil régional           |
|                                  | Sylvie Laroche              | PS        | Socialiste - Républicain - Gauche Solidaire                        | 4e vice-présidente du conseil régional          |
|                                  | Patrick Bontemps            | PS        | Socialiste - Républicain - Gauche Solidaire                        | 5e vice-président du conseil régional           |
|                                  | Sophie Fonquernie           | DVG       | Socialiste - Républicain - Gauche Solidaire                        | 6e vice-présidente du conseil régional          |
|                                  | Pierre Magnin-Feysot        | PS        | Socialiste - Républicain - Gauche Solidaire                        | 7e vice-président du conseil régional           |
|                                  | Sylvie Meyer                | EÉLV      | Europe Écologie Les Verts                                          | 8e vice-présidente du conseil régional          |
|                                  | Denis Vuillermoz            | PS        | Socialiste - Républicain - Gauche Solidaire                        | 9e vice-président du conseil régional           |
|                                  | Fanny Grandvoinet           | PS        | Socialiste - Républicain - Gauche Solidaire                        | 10e vice-présidente du conseil régional         |
|                                  |                             |           |                                                                    |                                                 |
|                                  | Eric Houlley                | PS        | Socialiste - Républicain - Gauche Solidaire                        |                                                 |
|                                  | Marc Borneck                | EÉLV      | Europe Écologie Les Verts                                          |                                                 |
|                                  | Jean-Paul Carteret          | PS        | Socialiste - Républicain - Gauche Solidaire                        |                                                 |
|                                  | Michèle Durand-Migeon       | EÉLV      | Europe Écologie Les Verts                                          |                                                 |
|                                  | Myriam Chiappa-Kiger        | PS        | Socialiste - Républicain - Gauche Solidaire                        |                                                 |
|                                  | Eric Durand                 | EÉLV      | Europe Écologie Les Verts                                          |                                                 |
|                                  | Valérie Depierre            | PS        | Socialiste - Républicain - Gauche Solidaire                        |                                                 |
|                                  | Brigitte Monnet             | EÉLV      | Europe Écologie Les Verts                                          |                                                 |
|                                  | Salima Inezarene            | PS        | Socialiste - Républicain - Gauche Solidaire                        |                                                 |
|                                  | Anne Vignot                 | EÉLV      | Europe Écologie Les Verts                                          |                                                 |
|                                  | Véronique Mougey-Gloriod    | PS        | Socialiste - Républicain - Gauche Solidaire                        |                                                 |
|                                  | Alain Letailleur            | MRC       | Socialiste - Républicain - Gauche Solidaire                        |                                                 |
|                                  | Pierre Grosset              | DVG       | Socialiste - Républicain - Gauche Solidaire                        |                                                 |
|                                  | Loïc Niepceron              | PS        | Socialiste - Républicain - Gauche Solidaire                        |                                                 |
|                                  | Joseph Parrenin             | PS        | Socialiste - Républicain - Gauche Solidaire                        |                                                 |
|                                  | Jean-Pierre Thabourin       | PS        | Socialiste - Républicain - Gauche Solidaire                        |                                                 |
| Majorité de gauche (27 sièges)   |                             |           |                                                                    |                                                 |
|                                  | Alain Joyandet              | UMP       | Union pour un mouvement populaire - Nouveau Centre - Divers Droite |                                                 |
|                                  | Anne-Laure Breuillard-Flety | NC        | Union pour un mouvement populaire - Nouveau Centre - Divers Droite |                                                 |
|                                  | Françoise Branget           | UMP       | Union pour un mouvement populaire - Nouveau Centre - Divers Droite | Députée de la première circonscription du Doubs |
|                                  | Mireille Pequignot          | NC        | Union pour un mouvement populaire - Nouveau Centre - Divers Droite |                                                 |
|                                  | Jacques Grosperrin          | UMP       | Union pour un mouvement populaire - Nouveau Centre - Divers Droite | Député de la deuxième circonscription du Doubs  |
|                                  | Sylvie Vermeillet           | DVD       | Union pour un mouvement populaire - Nouveau Centre - Divers Droite |                                                 |
|                                  | Marcel Bonnot               | UMP       | Union pour un mouvement populaire - Nouveau Centre - Divers Droite | Député de la troisième circonscription du Doubs |
|                                  | Florence Besancenot         | UMP       | Union pour un mouvement populaire - Nouveau Centre - Divers Droite |                                                 |
|                                  | Véronique Degallaix         | UMP       | Union pour un mouvement populaire - Nouveau Centre - Divers Droite |                                                 |
|                                  | Patrick Genre               | UMP       | Union pour un mouvement populaire - Nouveau Centre - Divers Droite |                                                 |
|                                  | Stéphane Kroemer            | UMP       | Union pour un mouvement populaire - Nouveau Centre - Divers Droite |                                                 |
|                                  | Hélène Pélissard            | UMP       | Union pour un mouvement populaire - Nouveau Centre - Divers Droite |                                                 |
| Opposition de droite (12 sièges) |                             |           |                                                                    |                                                 |
|                                  | Sophie Montel               | FN        | Front National                                                     |                                                 |
|                                  | Roland Boillot              | FN        | Front National                                                     |                                                 |
|                                  | Martine Faivre-Pierret      | FN        | Front National                                                     |                                                 |
|                                  | Claude Vernier              | FN        | Front National                                                     |                                                 |

## Liste des conseillers régionaux de la mandature 2004 - 2010
PS/Les Verts/Divers gauche
| Doubs - Joseph Parrenin - Marie-Marguerite Dufay - Denis Sommer - Sylvie Meyer - Martial Bourquin - Christiane Roy-Menetrier - Éric Durand - Liliane Dangel - Pierre Magnin-Feysot - Malika Sakek - Michel Loyat | Jura - Benjamin Gaillard - Antoinette Gillet - Denis Vuillermoz - Sylvie Laroche - Marc Bornek - Michelle Antoine | Haute-Saône - Martine Péquignot - Éric Houlley - Sabrina Fleurot - Loïc Niepceron - Daniele Bourgon - Jean-Paul Carteret | Territoire de Belfort - Daniele Kara - Alain Fousseret - Véronique Mougey |

UMP
| Doubs - Jean-François Humbert - Nathalie Oeggerli-Bertin - Jean-Claude Duverget - Marie-Noelle Biguinet - Pascal Bonnet - Annie Genevard | Jura - Yves-Marie Lehmann - Sylvie Vermeillet - Jean Burdeyron | Haute-Saône - Véronique Degallaix - Michel Raison | Territoire de Belfort - Robert Creel |

FN
| Doubs - Sophie Montel - Roland Boillot | Jura - Maurice Batail | Haute-Saône - Anne-Marie Jeanmougin - Marcel Grognu |

## Présidents des groupes politiques

### Groupe UMP & alliés
- Jean-François Humbert, 2004 – 2009
- Sylvie Vermeillet, 2009 – 2010
- Alain Joyandet[1], 2010
- Sylvie Vermeillet[2], 2010 - 2011
- Annie Genevard[3], 2011 - 2012
- Stéphane Kroemer[4], depuis 2012

### Groupe Les Verts puis Europe Écologie - Les Verts
- Alain Fousseret, 1998 - 2004
- Marc Borneck, depuis 2004

### Groupe Front national
- Sophie Montel, ?